# Nauru op de Olympische Zomerspelen 2016
Nauru nam deel aan de Olympische Zomerspelen 2016 in Rio de Janeiro, Brazilië. Tot de selectie behoorden twee atleten, actief in verschillende sporten. Nauru was een van de vier landen – naast Irak, Monaco en Tuvalu – die geen vrouwelijke atleten stuurden, en was samen met Bhutan het enige land dat niet deelnam aan de atletiek of het zwemmen.

## Deelnemers en resultaten
(m) = mannen, (v) = vrouwen 

### Gewichtheffen
| Olympiër             | Discipline | Resultaat | Prestatie                                                   |
| -------------------- | ---------- | --------- | ----------------------------------------------------------- |
| Elson Brechtefeld VO | –56kg (m)  | 15e       | trekken: 17de met 98kg stoten: 15de met 125kg totaal: 223kg |

### Judo
| Olympiër      | Discipline | Resultaat | Prestatie                                                                                   |
| ------------- | ---------- | --------- | ------------------------------------------------------------------------------------------- |
| Ovini Uera VS | –90kg (m)  | 9e        | 1ste ronde: vrij 2de ronde: W van BIZ James: ippon 3de ronde: V van GEO Liparteliani: ippon |